# Saint-Chaptes
Saint-Chaptes is een gemeente in het Franse departement Gard (regio Occitanie). De plaats maakt deel uit van het arrondissement Nîmes. Saint-Chaptes telde op 1 januari 2022 2.030 inwoners.

## Geografie
De oppervlakte van Saint-Chaptes bedroeg op 1 januari 2022 13,07 vierkante kilometer; de bevolkingsdichtheid was toen 155,3 inwoners per km².

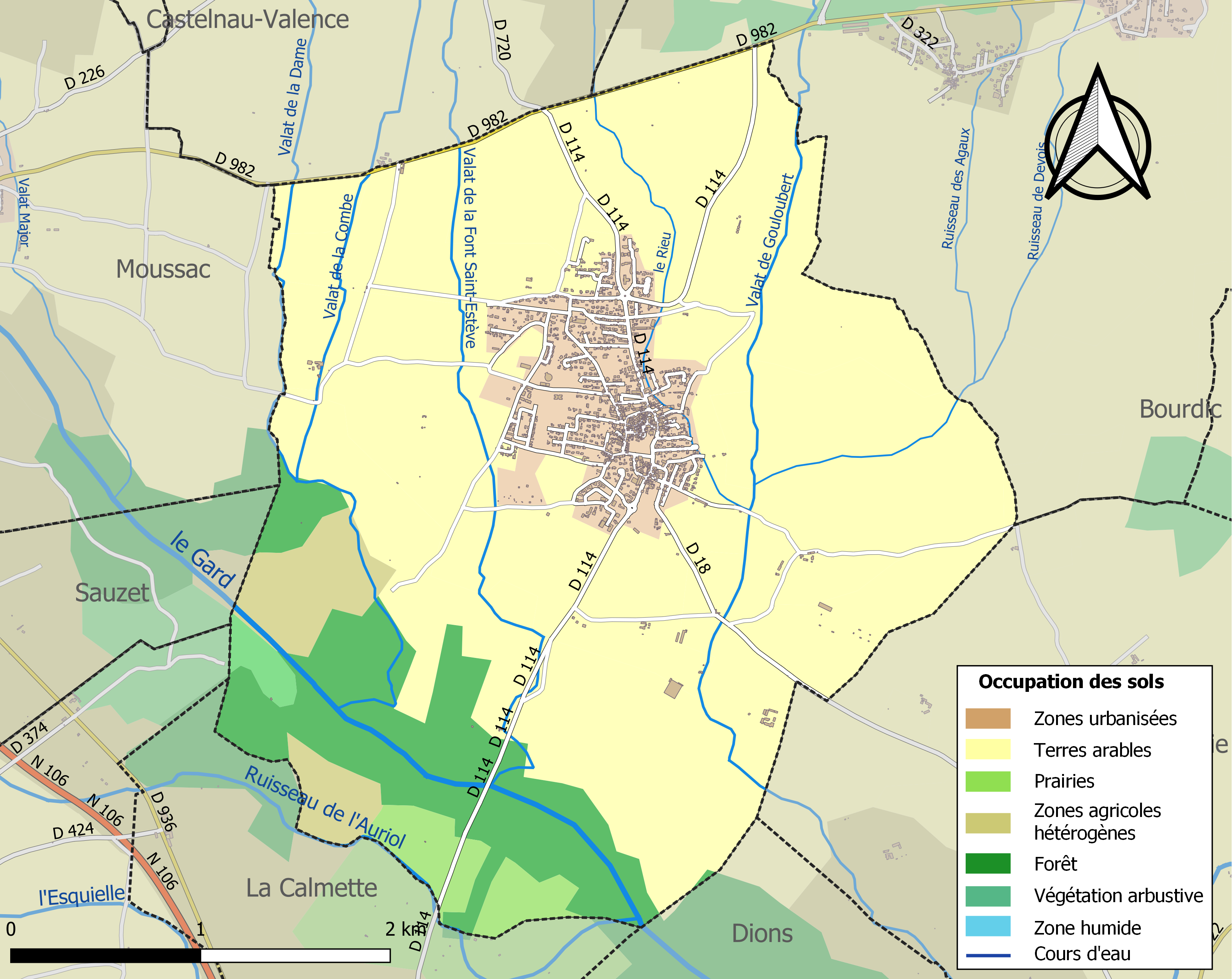
Kaart van de gemeente met belangrijkste infrastructuur, bodemgebruik en omliggende gemeenten

## Demografie
Onderstaande figuur toont het verloop van het inwonertal (bron: INSEE-tellingen).